# Netta (Biebrza)
Die Netta (deutsch Metenfluss) ist ein 102 km langer, orografisch rechter Nebenfluss der Biebrza im Nordosten Polens. Sie hat ein 1336 km² großes Einzugsgebiet. Ihr natürliches Flussbett ist zum Teil mit dem 11 km langen Augustów-Kanal kanalisiert worden, welcher als Verbindungsstraße zwischen den Flussgebieten der Weichsel (polnisch Wisła) und der baltisch-belorussischen Memel (litauisch Nemunas) dient.

## Geographie
Den Oberlauf des Flusses bildet die Rospuda, welche sich vom Niskie Jezioro bis in den See Rospuda Augustowska erstreckt. Der mittlere Verlauf wird vom Kanał Bystry bestimmt, welcher vom See Necko (dt.: Metensee) bis zum See Sajno reicht, aus dem der Unterlauf der Netta bis zur Mündung in die Biebrza fließt.
Der Quellfluss der Netta wird durch zahlreiche Quellen im und um den See Rospuda Filipowska gespeist und fließt durch ein Dutzend weiterer Seen. Von der Stadt Augustów führt er im kanalisierten Zustand durch den Augustów-Kanal (Kanał Augustowski) bis in den Nationalpark Biebrza (Biebrzański Park Narodowy), wo er in die Biebrza einmündet. Parallel mit dem Augustów-Kanal erstrecken sich südlich des Necko-Sees unzählige Nebenläufe und verzweigende Altarme der Netta. Westlich die Turówka zur Żarnówka, Węgorówka, Strumień, Bargłówka zur Brzozówka und Tajenka. Sowie die östlich gelegene Sajnica mit der Sojownica zum See Sajno, Czerwonka und Kolnica zum See Kolno, Sosnówka und Olszanka.
Mit dem Unterlauf der Netta erstrecken sich neben dem Sosnówka- und Augustów-Kanal mehrere Wasserläufe des alten Flussbetts: Daniś, Jezierwa Biała, Jezierwa Długa, Jezierwy Dulczewskiego, Jezierwy Kaczmarynowe, Jezierwy Żydowe, Osowianka, Polak, Smurgiel und die Bäche Kolniczanka, Pogorzałka sowie der Olszanka-Graben.
Orte am Fluss sind unter anderem Białobrzegi, die Dörfer Polkowo und Sosnowo in der Gemeinde Sztabin sowie die Kolonia Netta in der Gemeinde Augustów.

## Natur

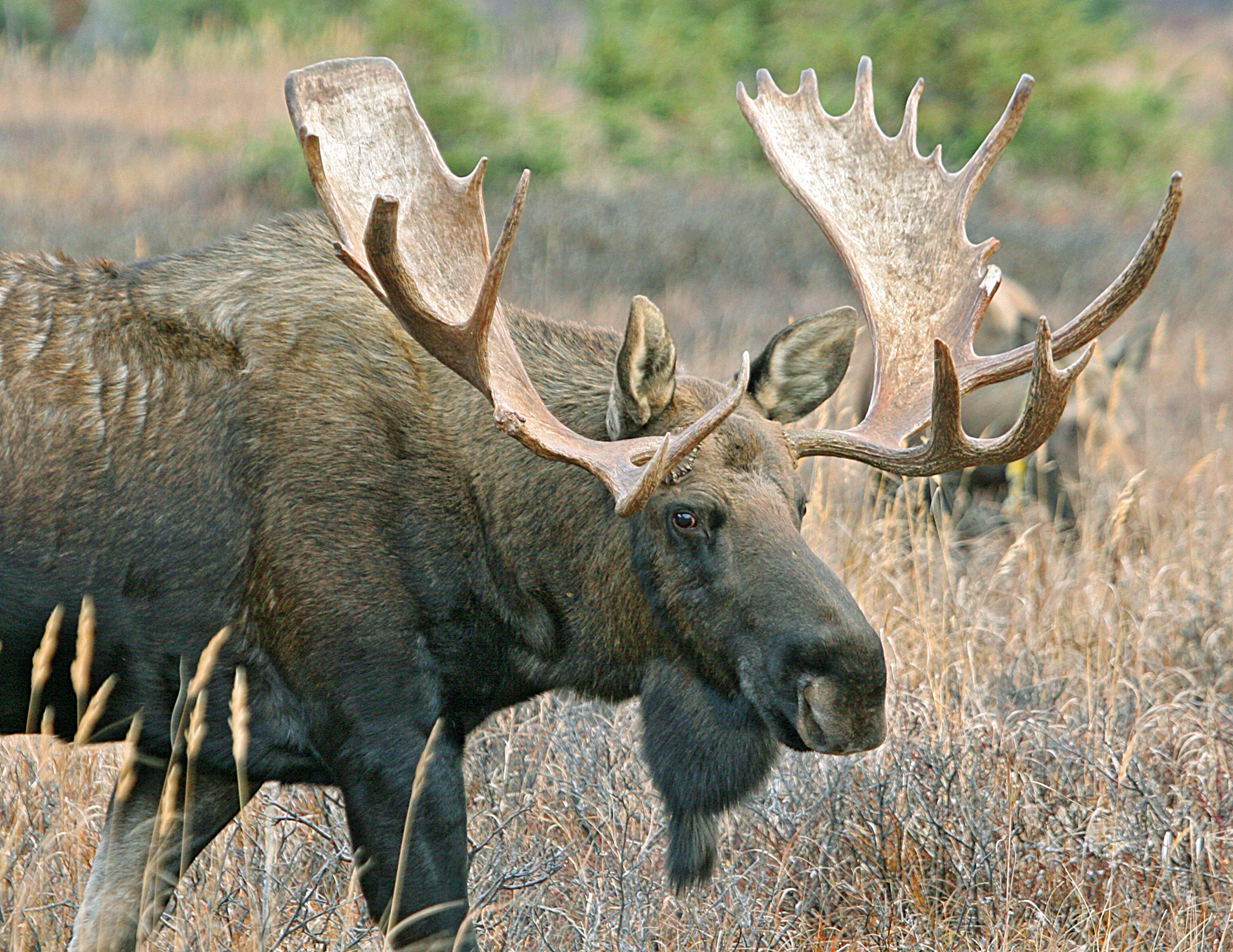
Ein ausgewachsener Elch in freier Wildbahn, fotografiert im Naturreservat Czerwone Bagno im Mündungsgebiet der Netta.

Das Naturreservat Czerwone Bagno erstreckt sich über ein Gebiet von 116,3 km² vom Einzugsgebiet des Oberlaufes bis an den See Rospuda Augustowska rund um die Ortschaft Woźnawieś. Zahlreiche Pflanzen- und Tierarten, darunter Elche, finden hier ihren natürlichen Lebensraum vor. Die Landschaft besteht aus großen Wäldern und Moorgebieten.

## Verweise